# Valentin Tașcu
Valentin Tașcu (n. 23 ianuarie 1944, Petroșani – d. 26 noiembrie 2008, Târgu-Jiu) a  fost un critic, istoric literar, traducător, publicist și scriitor român.

## Biografie
A urmat studiile liceale la Alba Iulia și apoi Facultatea de Filologie a Universității „Babeș-Bolyai” din Cluj (1961-1966). Debut absolut în revista „Tribuna” (1968). Își susține doctoratul în filologie cu teza Ritm și valoare în poezia populară românească (2000). Din 1967, a devenit cercetător științific la Institutul de Lingvistică și Istorie Literară „Sextil Pușcariu” al Academiei României din Cluj. A fost director general al Casei de Editură „Atlas-Clusium”, înființată în decembrie 1989 la  Cluj. Din 2001, devine cadru didactic la Universitatea „Constantin Brâncuși” din Târgu-Jiu, ajungând conferențiar universitar, șef de catedră și decan. A fost, de asemenea, director al publicației științifice „Antemeridian & Postmeridian” a Universității „Constantin Brâncuși” din Târgu-Jiu.

## Volume publicate

### Critică și istorie literară
- Incidențe, Editura Dacia, 1975
- Presa literară românească din Transilvania până în 1918, Editura Dacia, 1980 (în colaborare)
- Dincoace și dincolo de „F” , Editura Dacia, 1981
- Poezia poeziei de azi, Editura Junimea, 1985
- Istoria culturii și civilizației, Târgu-Jiu, 2001
- Ritm vertical, Editura Univers Enciclopedic, 2001
- Studii literare, Editura Clusium, 2002
- Elogii (eseuri), Editura Clusium, 2003
- Istoria presei românești din Transilvania, ediția a doua, revăzută și adăugită, Editura Tritonic, 2003 (în colaborare)
- Între cultura mormintelor și „civilizația” războaielor, Editura Clusium, 2004

### Critică de artă
- Alexandru Cristea - dincolo de alb și negru, Editura Dacia, 1979
- Paul Sima, Editura Dacia, 1982
- Lazar Morcan - un pictor al peisajului transilvan (album), Editura „Viața Creștină”, 1997
- Modelul renascentist și arhitectura brâncovenească, Editura Clusium, 2006
- Portrete și itinerarii plastice, Editura Clusium, 2007

### Poezie
- Dimineața amurgului, Editura Clusium, 1994
- Școala morții, Editura Clusium, 1997
- Defăimarea bătrâneții, Editura Albatros, 1998
- Elogiul tinereții, Editura „Biblioteca Apostrof”, 2000
- Tratat despre iubire, Editura Cartea Românească, 2003
- Târgul de dulce, Editura Clusium, 2006

### Proză
- Miluta (roman), Editura Clusium, 2004

### Volume colective
- Scriitori români, coordonator Mircea Zaciu, Editura Științifică și Enciclopedică, 1978
- De la N. Filimon la G. Călinescu – studii de sociologie a romanului românesc, Editura Minerva,1982
- 100 cei mai mari scriitori români, dicționar elaborat sub egida Uniunii Scriitorilor din România, Editura Lider-Star, 2003
- Dicționarul cronologic al romanului românesc de la începuturi până la 1989, Editura Academiei Române, 2004
- Dicționarul general al literaturii române, vol. I–IV, Editura Univers Enciclopedic, 2004-2007
- Dicționarul cronologic al romanului tradus în România de la origini până la 1989, Editura Academiei Române, 2005

### Traduceri
- Cuba – o jumătate de veac de poezie și singurătate, ediție bilingvă româno-spaniolă, Editura Clusium, 1997
- Dostena, Exist, deci visez (traducere din poezia bulgară, ediție bilingvă româno-franceză), Editura Clusium, 2000
- Nedim Gursel, Cuceritorul (roman din literatura turcă), Editura Clusium, 2000
- Anton Doncev, Straniul cavaler al cărții de taină (roman, traducere din literatura bulgară), Editura Clusium, 2000
- Kiril Topalov, Nervi (roman, traducere din literatura bulgară), Editura Clusium, 2000
- Predrag Matveievici, Breviar mediteraneean (eseu din literatura bosniacă), Editura Clusium, 2003

### Ediții. Prefețe
- G. Ibrăileanu (în colecția „Biblioteca pentru toți”), George Coșbuc (în colecția „Biblioteca pentru toți”), Radu Brateș, Aurel Gr. Zegreanu, Ion Miloș, Anghel Dumbrăveanu, Ana Hompot, Eugen Iacob, Luiza Carol, Marius Marian Șolea, Nina Voiculescu ș.a.

## Premii și distincții
- Premiul CC al UTC  (1981)
- Premiul Asociației Scriitorilor din Cluj (1985; 2001)
- Premiul Asociației Scriitorilor Sicilieni, Palermo (1998)
- Premiul special al Filialei Cluj a Uniunii Scriitorilor (2002)
- Ordinul „Meritul Cultural”, categoria A, în grad de Cavaler (2004)
- Premiul pentru proză al Filialei Cluj a Uniunii Scriitorilor (2005)
- Premiul Național de Literatură „Ion Cănăvoiu”, Târgu-Jiu (2005)
- Premiul de excelență „Laurențiu Ulici” pentru Opera Omnia acordat de Fundația „Luceafărul”, București (2007)
- Premiul pentru Opera Omnia la Festvalul Internațional „Sensul iubirii”, Drobeta Turnu-Severin (2007)

## Afilieri
- Membru al Uniunii Scriitorilor din România (din 1980)
- Membru al Uniunii Oamenilor de Teatru (UNITER) (din 1974)
- Membru al Uniunii Artiștilor Plastici (din 2002)
- Vicepreședinte al Societății Patronilor de Edituri din România (SPER) (1993 – 2000)